# Asandalum attemsi
Asandalum attemsi är en mångfotingart som först beskrevs av Karl Wilhelm Verhoeff 1907.  Asandalum attemsi ingår i släktet Asandalum och familjen knöldubbelfotingar. Inga underarter finns listade i Catalogue of Life.